# Athalia
Athalia (HWV 52) är ett oratorium av Georg Friedrich Händel, hans tredje i genren. Verket beställdes 1733 av ett college i Oxford som erbjudit Händel ett hedersdoktorat och framfördes där vid en promotionsceremoni. Berättelsen bygger på den om drottning Atalja i Gamla Testamentet. Vid framförandet den 10 juli 1733 på Sheldonian Theatre i Oxford dirigerade Händel själv.